# Chiesa di San Giovanni dei Napoletani

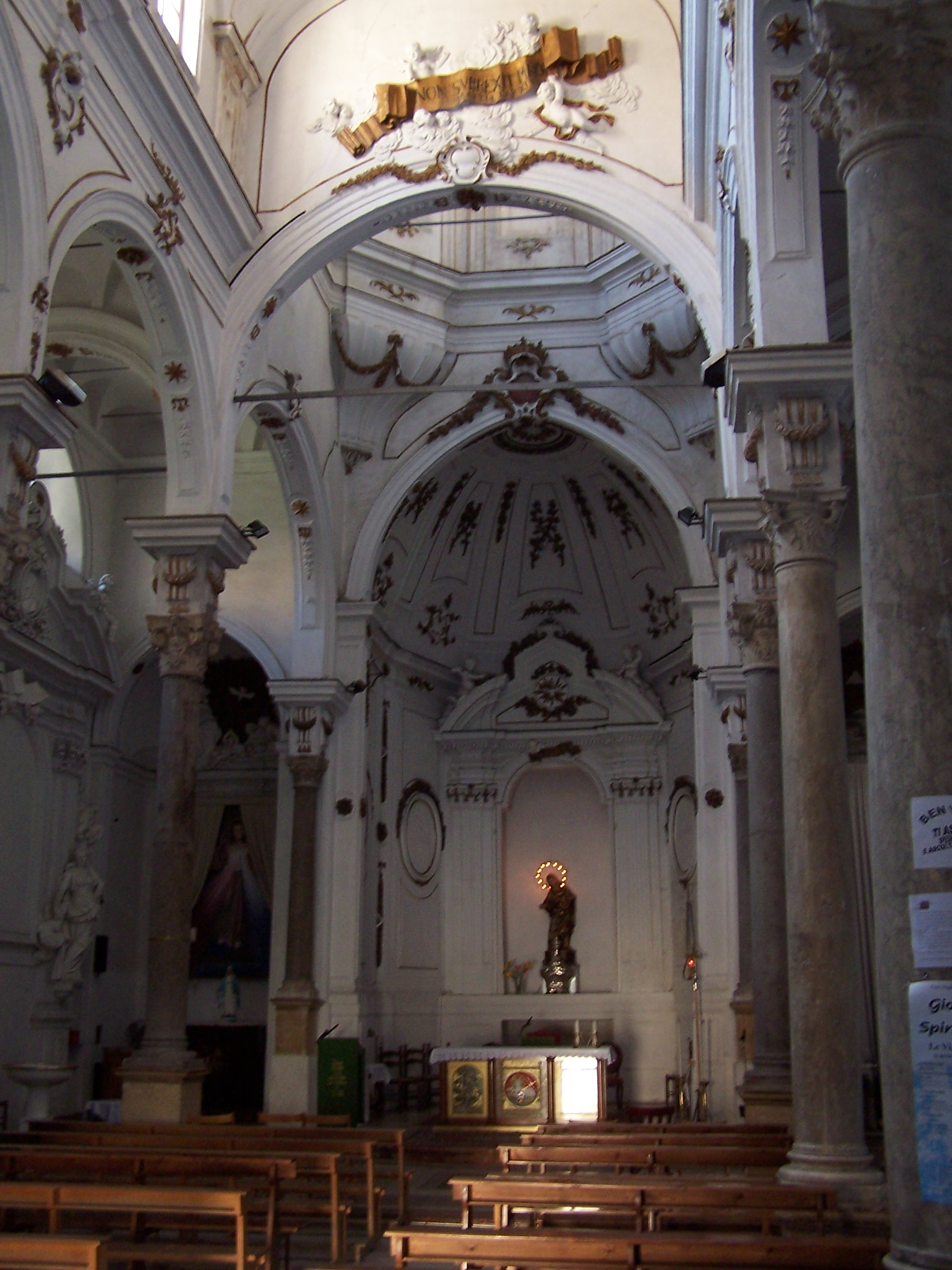
Interno.

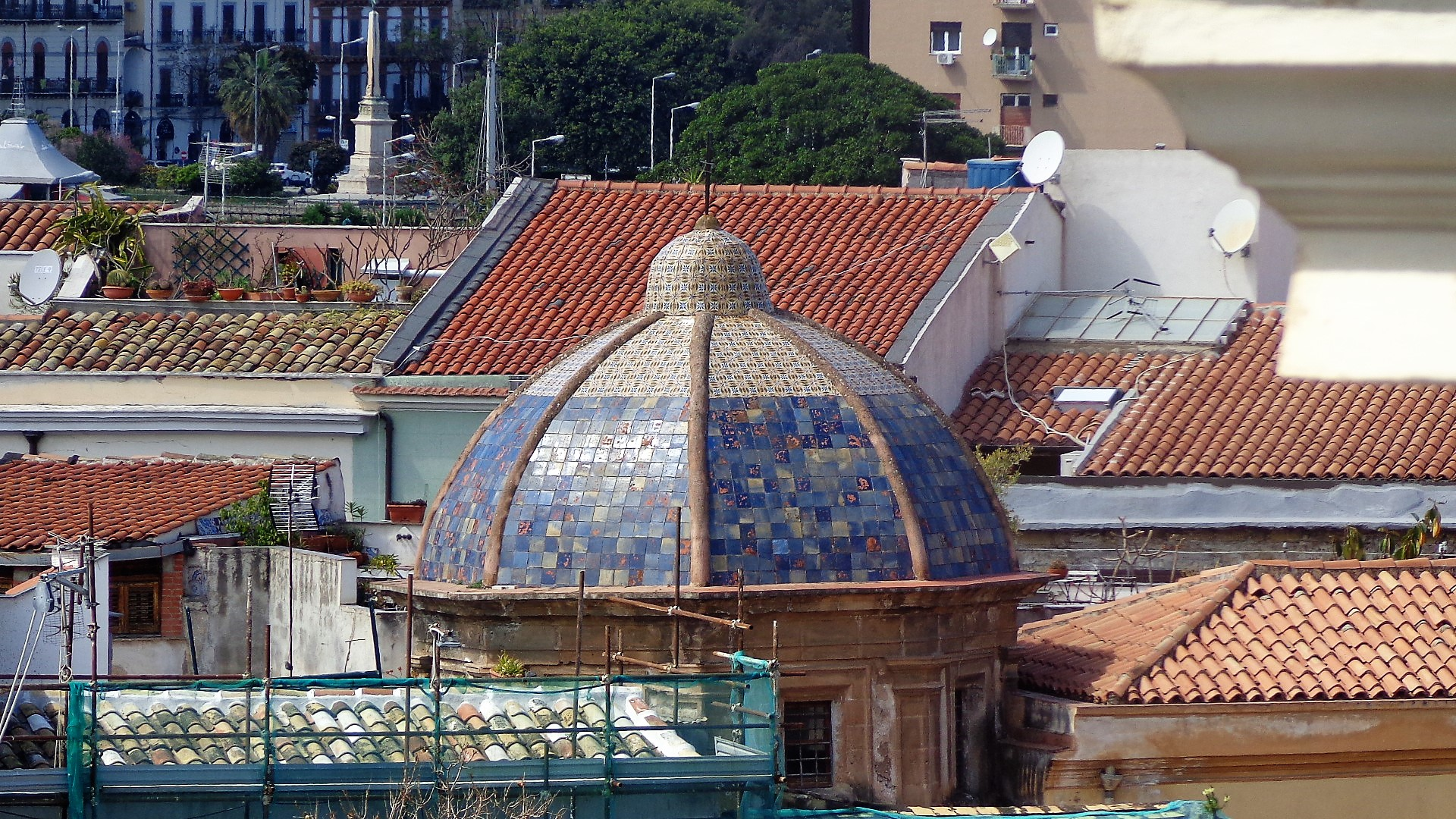
Cupola maiolicata vista dallo Steri.

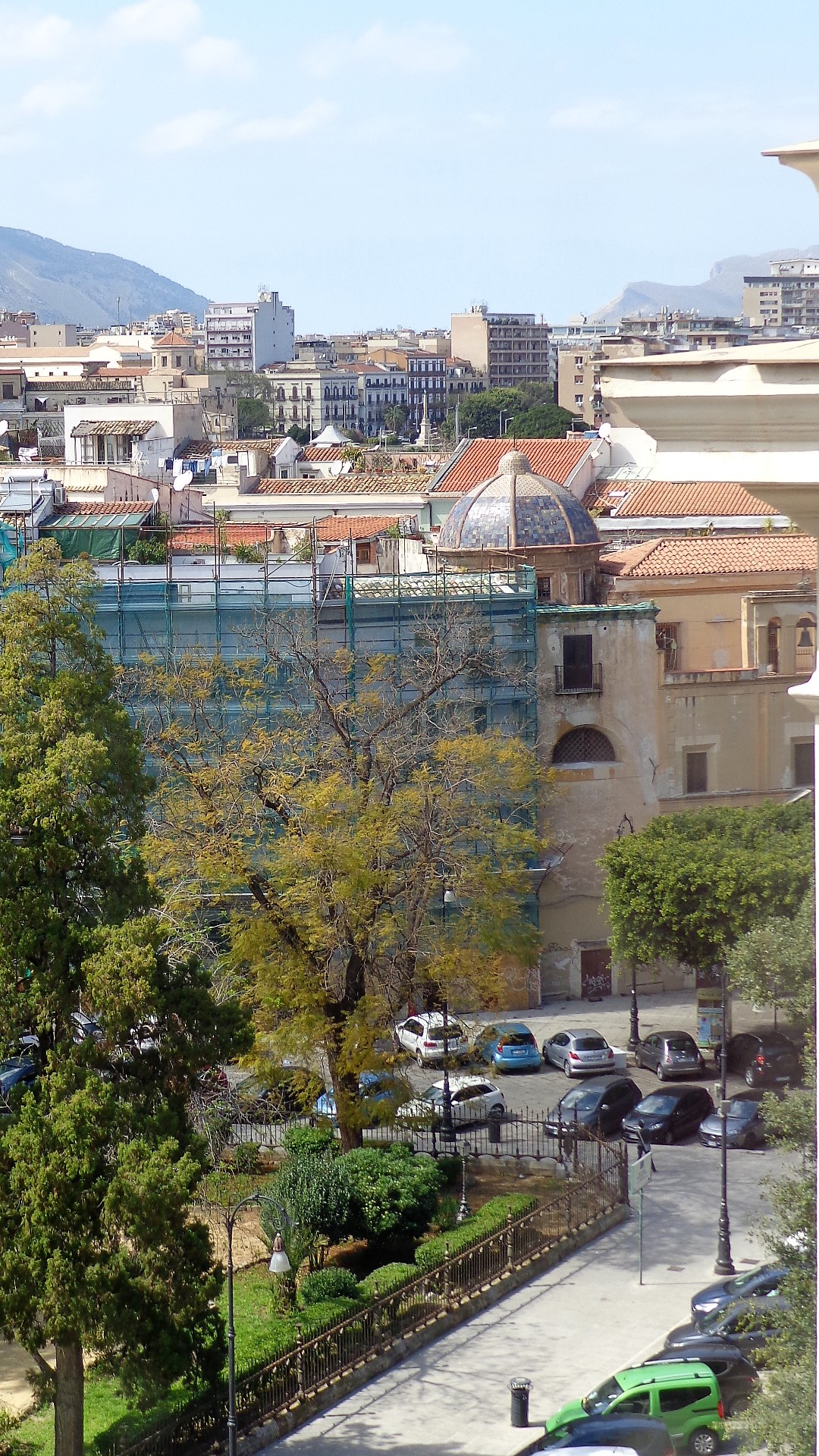
Vista dallo Steri.

La chiesa di San Giovanni Battista la Nazione Napoletana (questo era in passato il nome completo) è una chiesa del centro storico di Palermo ubicata nel mandamento Kalsa o Tribunali di Palermo tra piazza Marina a NE e Corso Vittorio Emanuele, adiacente alla Chiesa di Santa Maria della Catena.

## Storia
Nel 1527 i Rettori della Confraternita di San Giovanni Battista la Nazione Napoletana, che riuniva a partire dal 1519 i mercanti appunto napoletani operanti a Palermo, ottenne dalla Regia Gran Corte l'assegnazione di due magazzini presso il vecchio porto della Cala per costruirvi la loro nuova chiesa. Quella che possedevano in precedenza infatti, si trovava troppo vicino al Castello a Mare e per questo fu demolita per ordine di Carlo V per permetterne l'ampliamento.

La costruzione venne completata nel 1617.
- 1799, 19 settembre, Nella ricorrenza della festa di San Gennaro protettore di Napoli, la chiesa è visitata da Ferdinando I delle Due Sicilie e famiglia reale.[5]

Dal 1925 passò nelle mani della Confraternita della Carità, che la affittò alla Soprintendenza alle Gallerie e Opere d'Arte della Sicilia che la utilizzò come deposito annesso alla Galleria Regionale di Palazzo Abatellis. Recentemente è stata riaperta al culto e affidata all'Ordine dei Cavalieri del Tempio di Gerusalemme.

## Esterno
La pianta della nuova chiesa è nella tradizione medioevale siciliana, con tre navate corte e un portico antistante rivolto a oriente e ingresso secondario meridionale. Le luci sono ridotte con apporti in muratura e protette da grate e cancellata. La luminosa cupola ottagonale presenta una copertura esterna in mattonelle di maiolica di colore azzurro in varie tonalità. La torre campanaria posta sulla navata sinistra è costituita da tre celle ad arco.

## Interno
Aula con impianto a tre navate divise da archi a tutto sesto su colonne di marmo e cappellone. La decorazione a stucco bianco e dorato, opera di Procopio Serpotta, e in parte forse di Giacomo Serpotta, è un tipico esempio di rimaneggiamento del XVIII secolo. Sempre in stucco, del medesimo autore, troviamo nella navata laterale destra due statue raffiguranti la Giustizia e la Carità, nella navata sinistra altre due statue raffigurano la Verginità e la Grazia. Il transetto conserva ancora la pavimentazione originaria in marmo policromo.
- Presbiterio - abside. L'altare maggiore presenta una bella statua lignea di Madonna con bambino e un tabernacolo rivestito d'argento.

Sull'arco trionfale è presente il cartiglio con la dicitura NON SVRREXIT MAIOR ("... tra i nati di donna non è sorto uno più grande di Giovanni Battista ...", (Gesù, Vangelo secondo Matteo, Cap. 11, 11 – 14)) sorretto da putti e cherubini su nimbi, sovrastante lo stemma centrale con festoni fitoformi.
- Navata destra:
  - Prima campata: Cappella di San Giovanni Battista. Sull'altare è collocata la statua di San Giovanni Battista[7] proveniente dalla chiesa normanna. Attualmente è l'unica cappella per titolo e opere conforme alla descrizione di Gaspare Palermo.
  - Seconda campata: Cappella di San Gennaro.[8]
  - Terza campata: Cappella di Santa Rosalia.[8]

Nella navata è presente il monumento funerario (realizzato da Emmanuele Gabriele nel 1761) di Don Tommaso Trabucco (1690-1761), che fu rettore della Confraternita, sepolto nella tomba di famiglia all'interno della stessa chiesa ai piedi dell'altare laterale della navata destra.
- Navata sinistra:
  - Prima campata: Cappella dell'Annunciata. È documentato il dipinto dell'Annunciazione, opera di Giuseppe d'Alvino detto «il Sozzo».[7]
  - Seconda campata: Cappella della Santissima Trinità. È documentato il dipinto raffigurante la Santissima Trinità, opera di Giuseppe d'Alvino detto «il Sozzo».[7] Sull'architrave è realizzato un bellissimo stucco a raggiera con colomba raffigurante lo Spirito Santo contornato da putti su nimbi. La sopraelevazione oggi ospita un dipinto di moderna fattura.
  - Ingresso laterale.

L'organo di Raffaele la Valle. Il pavimento presenta lapidi sepolcrali, monumenti funebri sono incastonati alle pareti.

## Opere documentate
- ?, Ciclo, affreschi riprodotti nei quadroni e nella volta, opere di Gaspare Vazzano detto lo Zoppo di Gangi.[8]
- ?, Misteri del Rosario, 15 quadretti di Vincenzo Romano.
- ?, Sacra Famiglia, dipinto, oggi con diversa collocazione.
- ?, Santo Rosario, dipinto su tavola raffigurante i quindici misteri, proveniente dalla primitiva chiesa di Castellammare.[7]
- XV secolo, Madonna con Gesù Bambino, tempera su tavola di anonimo pittore toscano, opera proveniente dalla primitiva chiesa di Castellammare, oggi custodita nel Museo diocesano.

## Chiesa di San Giovanni Battista a Castellammare
- 1088, In epoca normanna è documentata la chiesa di San Giovanni Battista a Castellammare.[2]
- 1178, Guglielmo II di Sicilia concede il tempio ai monaci del monastero di Santo Spirito. Sull'esempio dell'abbazia cistercense, anche qui è fondato un ospedale.[2]
- 1516, La chiesetta e l'ospedale di Castellamare seguono le sorti del monastero e ospedale di Santo Spirito aggregati all'Ospedale Grande e Nuovo. La fusione è decretata dall'imperatore Carlo V e riconosciuta con bolla pontificia di Papa Leone X.[9]
- 1519, La comunità dei napoletani di stanza a Palermo costituisce la Confraternita di San Giovanni dei Napoletani.
- 1526, Nuovi disegni tattico militari decretano la demolizione della chiesa presso Castellammare nel porto della Cala. Ai napoletani è concesso il luogo e la licenza di costruire il nuovo luogo di culto presso la chiesa di Santa Maria della Catena.[3]

## Confraternita di San Giovanni dei Napoletani
- 1519, Fondazione della confraternita.[9]